# Kostas Andetokunmbo
Kostas Ndubuisi Andetokunmbo (grec. Κώστας Αντετοκούνμπο; ur. 20 listopada 1997 w Atenach) – grecki koszykarz, występujący na pozycji silnego skrzydłowego, nigeryjskiego pochodzenia, obecnie zawodnik LDLC ASVEL.
W 2016 wystąpił w meczu wschodzących gwiazd Nike Hoop Summit.
Jego dwaj starsi bracia Janis i Tanasis są także koszykarzami.
22 lipca 2019 został zawodnikiem Los Angeles Lakers. 16 lipca 2021 dołączył do francuskiego LDLC ASVEL-u.

## Osiągnięcia
Stan na 20 lipca 2021, na podstawie, o ile nie zaznaczono inaczej.
NBA
- Mistrz NBA (2020)

Reprezentacja
- Brązowy medalista mistrzostw Europy U–20 dywizji B (2016)